# Eclipsa de Soare din 4 decembrie 2021
O eclipsă de Soare totală a avut loc la 4 decembrie 2021.
A fost cea de a 14-a eclipsă totală de Soare din secolul al XXI-lea, dar al 16-lea pasaj al umbrei Lunii pe Pământ, în acest secol. Eclipsa face parte din Saros 152 (a 13-a eclipsă din 70).
Eclipsa s-a produs în urmă cu 3 ani, 143 zile.

## Vizibilitate

Parcursul eclipsei pe Pământ.

Faza totală a eclipsei nu a putut fi observată decât de pe suprafața Atlanticului de Sud, apoi a trecut peste Antarctica Occidentală, și a luat sfârșit în extremitatea sudică a Pacificului.
A putut fi observată și ca o fază parțială foarte slabă, din sudul Africii și din sud-estul Australiei.

### Curiozitate
Această eclipsă a fost neobișnuită, deoarece traseul eclipsei totale s-a deplasat de la est la vest în Antarctica de Vest, în timp ce majoritatea traseelor eclipselor se deplasează de la vest la est. Această inversare nu este posibilă decât în regiunile polare. Traseul eclipsei prin Antarctica a fost lângă insula Berkner, a traversat un arc peste continent, a ieșit și a trecut peste insula Shepard.

## Galerie

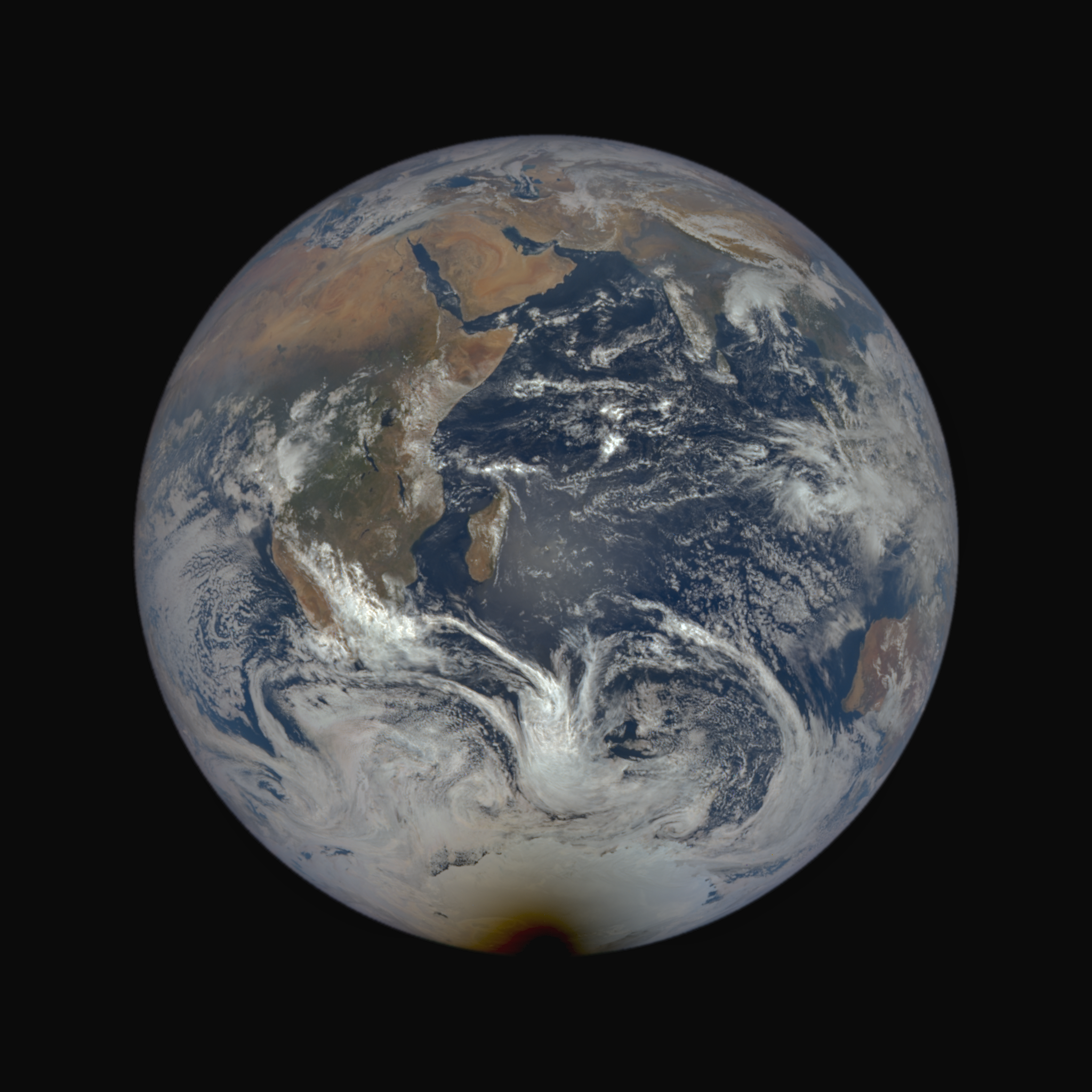
Fotografie a Pământului în timpul eclipsei, luată de satelitul DSCOVR.